# ایدریانا لین
ایدریانا لین (انگلیسی: Adrianna Lynn؛ زاده ۸ ژوئیهٔ ۱۹۸۵) یک بازیگر پورنوگرافی اهل ایالات متحده آمریکا است.